# 虞守愚
虞守愚（1483年—1569年），字惟明，號東厓，浙江金華府義烏縣人，民籍。明朝政治人物。

## 生平
治《礼记》，正德八年（1513年）浙江鄉試第八十五名舉人，年四十一歲中式嘉靖二年（1523年）癸未科會試第三百五十五名，第三甲第一百五十七名進士。初授嘉鱼县知县，四年改任江西万安县，嘉靖七年十一月选授江西道試御史，八年五月實授，十年巡按福建，十五年十月升大理寺左寺丞，十七年丁母忧归。服阕，二十年八月復除原职，不久升大理寺少卿，二十一年四月升都察院左佥都御史、巡抚南赣汀漳地方，二十三年十月升右副都御史、巡抚江西，二十五年二月升大理寺卿，二十六年二月被吏科给事张汝栋弹劾涉嫌赃私，被令回籍候勘。二十九年八月官復原职，十二月起复为南京大理寺卿，寻升南京刑部右侍郎，三十年二月以考察致仕。

## 著作
著有《四书一得录》、《虔台志》十二卷、《䖍台拙稿》、《东厓文集》、《县尹题名记》等。

## 家族
曾祖虞潤。祖父虞彝。父虞尚禮。母何氏。慈侍下。排行一百六十四，弟守鲁、守蒙、守德、守道、守元、守亨。